# Aygeshat (Armavir)
Pour les articles homonymes, voir Aygeshat.
Aygeshat (en arménien Այգեշատ ; jusqu'en 1950 Ghuzigidan) est une communauté rurale du marz d'Armavir, en Arménie. Elle compte 2 064 habitants en 2009.